# 토미 라소다
토마스 찰스 라소다(Thomas Charles Lasorda, 1927년 9월 22일~2021년 1월 7일)는 메이저 리그 투수이자 감독이다. 1976년부터 1996년까지 20년간 로스앤젤레스 다저스(LA 다저스)의 감독을 지냈으며, 1981년 월드 시리즈, 1988년 월드 시리즈에서 우승컵을 들어올렸다. 1997년 헌액 자격이 주어진 첫 해에 미국 야구 명예의 전당에 헌액되었으며, 같은 해 8월 15일 LA 다저스는 등번호 2번을 영구 결번으로 지정하였다. 펜실베이니아주 노리스타운 출신으로, 2008년 기준으로 59년째 한 팀에서 오래 소속되어 있는 사람 중 하나로 여겨진다.

## 선수 시절
라소다는 1945년, 필라델피아 필리스에 입단하였고, 같은 해, 콩코드 위버스팀에서 프로 경력을 시작하였다. 그는 1946년과 1947년에는 활동하지 않았는데, 그 이유는 군대에 있었기 때문이다.
1948년 캐나다-미국 리그 팀인 스케넥터디 블루 제이스에 입단, 야구에 복귀했다. 같은 해 6월 1일에 암스테르담 러그메이커를 상대로 15이닝 동안 25개의 삼진을 잡았고, 1타점 1루타로 결승점을 만들었다. 다음 두 번의 선발 등판에서, 그는 15개 및 13개의 삼진을 잡았다. 라소다는 1948년부터 1950년까지 캐널 존 베이스볼 리그(Canal Zone Baseball League) 소속 크리스토발 모타즈(Cristobal Motta's)에서도 투수로 활약했다. 모타즈는 1948년과 1950년에 결승전에서 승리했다.
1950년에서 1954년, 그리고 1958년부터 1960년까지는 인터내셔널 리그 팀 중 하나인 몬트리올 로열즈(Montreal Royals)로 가서 팀내 통산 최다승(107승 57패) 투수가 되었다. 그는 주지사배 인터내셔널 리그에서 팀의 다섯 차례 우승에 기여했다.
1954년 8월 5일에 브루클린 다저스에서 메이저 리그에 데뷔했다. 그는 다저스에서 두 시즌 동안 투수로 활약했고, 캔자스시티 애슬레틱스(오클랜드 애슬레틱스의 전신)에서 한 시즌 동안 활약했다. 1956년에는 뉴욕 양키스에 트레이드되었고, 1957년에 다저스로 복귀했다. 1958년에 다저스는 그를 인터내셔널 리그로 보냈으며, 1960년 6월 9일에 방출시켰다. 1960년에 라소다가 방출되면서 비게 된 로스터에는 샌디 쿠팩스가 들어왔다.

## 지도자 생활

### 마이너 리그
1961년부터 1965년까지는 다저스에서 스카우터로 있다가 1966년 마이너리그 팀인 포카텔로 칩스(Pocatello Chiefs, 루키)의 감독이 되었다. 그러다가 오그덴 다저스(Ogden Dodgers)의 감독이 되어 1966년부터 1968년까지 파이니어 리그에서 세 차례 우승했다. 1969년에는 트리플 A팀인 스포케인 인디언즈(Spokane Indians, 퍼시픽 코스트 리그 소속) 감독이 되었으며, 1972년 다저스의 트리플 A팀이 알버커키 듀크스로 변경되어 그 팀의 감독이 되어, 그 해 듀크스 팀을 퍼시픽 코스트 리그 챔피언으로 이끌었다. 1973년에는 도미니카 공화국 윈터 리그 팀인 타이거스 델 리시(Tigres del Licey)의 감독을 맡아, 베네수엘라에서 열린 케레비안 월드 시리즈(Caribbean World Series)에서 5승 1패를 기록했다.

### 다저스 3루 코치
1973년부터 1976년까지는 당시 감독이었던 월터 앨스톤 밑에서 다저스 3루 코치를 맡았다. 

### 다저스 감독
1976년 9월 29일에 앨스톤의 은퇴로 다저스의 감독이 되었다. 다저스 감독으로 활약하는 동안, 통산 1599승 1439패를 기록하였으며 1981년과 1988년 두 차례의 월드 시리즈 우승을 했고, 4차례의 리그 챔피언 및 8차례의 지구 우승을 차지했다.
그는4차례 올스타전에서 감독을 맡기도 했다.
라소다가 감독으로 있는 동안, 내셔널 리그 신인왕이 9명 배출되었다. 우선 1979년에서 1982년까지 릭 서트클리프(Rick Sutcliffe), 스티브 호우(Steve Howe), 페르난도 발렌수엘라(Fernando Valenzuela), 스티브 색스(Steve Sax)가 신인왕상을 받았고, 1992년부터 1995년까지는 에릭 캐로스(Eric Karros), 마이크 피아자(Mike Piazza), 라울 몬데시(Raúl Mondesí), 노모 히데오(野茂英雄), 그리고 토드 홀란스워드(Todd Hollandsworth)가 신인왕상을 수상했다.
감독으로서의 마지막 경기는 1996년 6월 23일, 다저 스타디움에서 열린 휴스턴 애스트로스전에서 4대 3으로 이긴 경기였다. 다음날(6월 24일), 복통으로 병원을 찾았고, 심근경색을 발견하였다. 6월 29일에 공식적으로 은퇴하였다. 그가 기록한 1599승은 메이저 리그 역사상 15번째 승수로 기록되었다.
1997년 명예의 전당에 헌액되었고, 같은 해 8월 15일 그의 등번호였던 2번은 다저스 내에서 영구 결번으로 지정되었으며, 다저타운은 ‘’‘토미 라소다 래인’‘’(Tommy Lasorda Lane)으로 명명되었다.

### 2000년 시드니 올림픽
시드니 올림픽에서 그는 미국의 감독을 맡아 쿠바를 꺾고 올림픽 야구 금메달 획득에 공헌했다.

### 2001년 올스타전
2001년 올스타전에서 3루 코치를 맡았을 때, 블라디미르 게레로가 휘둘러 부러진 방망이에 맞았다. 그러나 그는 무사했으며, 나중에 배리 본즈가 그에게 가슴 보호대를 주었다.

### 2008년 스프링 캠프
2008년 스프링 캠프 동안, 다저스는 시범경기를 중국에서 가졌다. 다저스 감독인 조 토리가 선수들을 이끌고 출전했으며, 다저스의 주전 선수들은 그레이트 후르트 리그를 마무리 하기 위해 플로리다에 남았다. 라소다는 중국으로 간 토레를 대신하여 감독직을 대행하였다.

### 상훈
- 스포팅 뉴스 올해의 마이너리그 감독상(1970년)
- UPI & AP 올해의 감독상(1977년)
- AP 올해의 감독상(1981년)
- 베이스볼 아메리카 올해의 감독상(1988년)
- 스포팅 뉴스 올해의 감독상(1988년)

## 다저스 경영
라소다는 감독직을 물러난 1996년에 다저스 구단의 부사장직이 취임하였다. 1998년 6월 22일에는 시즌 중반에 해고된 프레드 클레어 단장을 대신하여 다저스 팀의 단장으로 취임하였다. 시즌이 끝나고 단장직을 사임한 다음, 다저스의 총괄 부사장(Senior Vice-President)으로 임명되었다. 다저스 팀이 프랭크 맥코트에게 넘어간 뒤, 라소다는 그의 "스카우트 활동, 마이너 리그 선수 지도 및 향상, 다저스를 위한 조언자 및 특사로서의 활동, 국제적인 제휴, 그리고 매년 자선사업가와 개인단체, 그리고 군인들에게 100회가 넘는 다양한 계약과 발표를 하는 프렌차이즈의 대표"의 의무가 포함된 특별 고문직을 수행하게 되었다.

## 말년
2020년에 심장병으로 투병했던 그는 2021년 1월 7일 캘리포니아주 풀러턴 자택에서 심장마비로 타계했다.